# Sheets Peak
Sheets Peak (in lingua inglese: Picco Sheets) è un picco roccioso, alto oltre 1800 m, situato 1,6 km a nordovest del Koopman Peak, nel settore settentrionale del Wisconsin Range della catena dei Monti Horlick, nei Monti Transantartici, in Antartide.
Il picco è stato mappato dall'United States Geological Survey (USGS) sulla base di rilevazioni e foto aeree scattate dalla U.S. Navy nel periodo 1960-64.
La denominazione è stata assegnata dall'Advisory Committee on Antarctic Names (US-ACAN), in onore di Joseph D. Sheets, giornalista che aveva preso parte all'Operazione Deep Freeze del periodo 1965-67.